# Mille Moen Flatla
Mille Moen Flatla (* 31. August 2001) ist eine ehemalige norwegische nordische Kombiniererin.

## Werdegang
Moen Flatla, die für Haslum IL gestartet ist, gab Anfang Februar 2016 als Vierzehnjährige ihr internationales Debüt beim Youth-Cup-Wochenende in Trondheim, wo sie an beiden Wettkampftagen den neunten Platz bei zwölf Teilnehmerinnen belegte. In den folgenden Jahren trat sie international nicht in Erscheinung, sondern stellte sich vorwiegend bei nationalen Wettbewerben wie dem Norges Cup der Konkurrenz. Ihren ersten Erfolg feierte sie bei den norwegischen Sommermeisterschaften 2019 in Lillehammer, als sie ihren ersten Meistertitel im Einzel nach der Gundersen-Methode gewinnen konnte. Am 22. Februar 2020 debütierte Flatla beim Massenstart in Eisenerz im Continental Cup. Sie erreichte den 24. Platz und gewann so ihre ersten Punkte in dieser Wettkampfserie, welche in der Saison 2019/20 letztmals die höchste Ebene bei den Frauen darstellte. Bei den Nordischen Junioren-Skiweltmeisterschaften 2020 in Oberwiesenthal belegte sie Rang 18. Zum Auftakt in den Winter 2020/21 wurde Flatla bei den norwegischen Meisterschaften Mitte November in Beitostølen Fünfte im Sprint sowie Sechste im Gundersen Einzel. Nach guten Trainingsleistungen in den folgenden Wochen wurde Flatla in den norwegischen Kader für den historisch ersten Weltcup-Wettbewerb in der Ramsau am Dachstein nominiert, wo sie den 18. Platz belegte. Am dritten Wettbewerb des Continental-Cup-Wochenendes in Eisenerz Mitte Januar 2021 lief Flatla als Achte erstmals unter die besten Zehn im Continental Cup. Wenige Wochen später reiste sie zu den Nordischen Junioren-Skiweltmeisterschaften nach Lahti, wo sie im Gundersen Einzel Zehnte wurde. Bei den Nordischen Skiweltmeisterschaften 2021 in Oberstdorf setzte sich Flatla im Training gegen Hanna Midtsundstad durch und erhielt so den vierten norwegischen Startplatz. Im Wettkampf lag sie nach dem Sprunglauf auf dem 14. Platz, verlor auf der Loipe jedoch einen Rang und wurde schließlich Fünfzehnte. Es war ihr letztes internationales Rennen.

## Privates
Mille ist die jüngere Schwester des Nordischen Kombinierers Kasper Moen Flatla.

## Statistik

### Weltcup-Platzierungen
| Saison  | Platz | Punkte |
| ------- | ----- | ------ |
| 2020/21 | 18.   | 13     |

### Continental-Cup-Platzierungen
| Saison  | Platz | Punkte |
| ------- | ----- | ------ |
| 2019/20 | 45.   | 07     |
| 2020/21 | 21.   | 68     |